# 中国水蛇
中国水蛇（学名：Myrrophis chinensis）又名中国沼蛇，为水蛇科沼蛇属的爬行动物，俗名泥蛇或唐水蛇。

## 特征
长50－70厘米；暗灰棕色背面有不规则的小黑点，淡黄色腹面有黑斑，尾部略侧扁。

## 分布
分布于越南、台湾及中国大陆的江苏、浙江、安徽、福建、江西、湖北、湖南、广东、海南和广西等地，一般生活于平原、丘陵或山麓的流溪、池塘、水田或水渠内。其生存的海拔上限为320米。该物种的模式产地在中国。

## 其他
小型蛇類，具有輕微的毒性，但咬到不會致人於死。主要在清晨和黃昏活動，以魚類、青蛙為主食，卵胎生。
它體內含有豐富EPA成分，是蛇油一種主要成份。